# Carlos Leal Tellería
Carlos Augusto Leal Tellería (Caracas, Venezuela, 3 de abril de 1964) es un militar y político venezolano, actualmente ministro de Alimentación bajo la administración de Nicolás Maduro desde 2019.

## Biografía
Carlos Leal Tellería fue parte de la promoción del Ejército 1986 “Francisco de Paula Alcántara”. Participó en el primer intento de golpe de Estado de Venezuela de 1992 encabezado por Hugo Chávez. Fue jefe de la Zona Operativa de Defensa Integral (ZODI) en el estado Carabobo. Nicolás Maduro lo designó en 2015 jefe del Comando Popular-Militar contra la guerra económica. En el 2016 fue ascendido a comandante de la Región de Defensa Integral Guayana (REDI).
En julio de 2018 Maduro lo ascendió a mayor general. Fue también comandante general de la Milicia Bolivariana antes de retirarse de ésta en julio de 2019 y asumir como ministro de Alimentación. En  noviembre de 2019 echó de la sede del ministerio de Alimentación a la entonces gobernadora de Táchira Laidy Gómez después de que ésta fuera a negociar la asignación de alimentos para el Hospital Central de San Cristóbal. En 2020 asumió la jefatura total del Estado Mayor Superior de los Comités Locales de Abastecimiento y Producción (CLAP). Ha sido sancionado por el gobierno de Canadá por estar implicado en actividades que socavan las instituciones democráticas.